# José Luis González (atleta)
José Luis González Sánchez (Villaluenga de la Sagra, 8 de dezembro de 1957) é um ex-atleta espanhol. Foi um dos mais rápidos do mundo dentre os corredores de 1500 metros da década de 1980.